# Ratolí
|  | Per a altres significats, vegeu «ratolí (ordinador)». |

Els ratolins (Mus) són un gènere de petits mamífers de l'ordre dels rosegadors. El ratolí comú de casa o rat furet a Catalunya del Nord (Mus musculus) és cosmopolita. Els ratolins també són considerats mascotes i algunes varietats, particularment algunes soques albines i d'altres altament consanguínies, són criats per a la recerca científica en biologia. Malgrat això, els ratolins poden constituir-se en plagues nocives, arruïnant collites i gra emmagatzemat i espargint malalties a través dels seus paràsits i femtes. L'espècie extinta M. denizliensis n'és un dels representants més antics.

## Descripció
El cos del ratolí està cobert de pèls i està separat en tres parts: 
- El cap, on se situen la boca i els òrgans sensorials (olfactius, visuals, auditius)
- El tronc, d'on s'estenen dos parells de membres.
- La cua, situada més enllà de l'anus.

El cap està separat del tronc per un coll ben assenyalat. Les finestres nasals externes s'obren a la cara ventral del morro. La boca limitada per dos llavis. Els ulls proveïts de parpelles. Els bigotis que serveixen com òrgans tàctils.
Duu lateralment dos parells de membres, en la base del tronc estan situades les mamelles i els orificis urinari, genital i anal. La mà té quatre dits ben desenvolupats, acabats per urpes i cinc callositats palmars. El peu té cinc dits, ben desenvolupats. La cua és més llarga que el tronc i el cap junts.

## Tipus
El ratolí salvatge és un mamífer que pertany a una de moltes espècies de petits rosegadors del gènere Mus i diversos gèneres relacionats de la família Muridae (ratolins de l'Antic Món) l'espècie de ratolí més coneguda és el ratolí domèstic comú Mus musculus. És present en gairebé tots els països i, en les varietats establertes com a ratolins de laboratori, serveix com a organisme model en estudis de biologia; també és un animal domèstic popular. Col·loquialment sovint s'usa el mot «ratolí» com a sinònim de Mus musculus.
Els ratolins són animals molt comuns en experiments de biologia i psicologia principalment. Els avantatges que ofereixen com a organisme model són la gran homologia genètica amb els humans, deguda a una relació filogenètica propera i al fet de poder ésser manipulats de diverses maneres que podrien considerar-se poc ètiques amb els humans. A més a més, la seva cria i manteniment són barats, la seva mida petita que els fan fàcilment manipulables i es poden observar diverses generacions en un període relativament curt de temps. El genoma del ratolí ja ha estat completament seqüenciat cosa que ha permès identificar molts gens que comparteixen homologia amb gens humans. En el projecte Biosatellite 2006, un grup de ratolins foren posats en òrbita terrestre, dins d'una nau espacial per determinar com reaccionaven a una menor gravetat (equivalent a la de Mart).
Es creu que la domesticació dels gats va estar motivada per tal d'eliminar ratolins i rates dels hàbitats humans. Els ratolins generalment subsisteixen amb una dieta herbívora, però en realitat són omnívors, car mengen carn, cadàvers d'altres ratolins i s'ha observat que poden devorar les seves cues en cas de fam. Com a curiositat i per donar una estimació de l'èxit reproductiu de l'espècie, es calcula que un mig milió de ratolins viuen en el metro de Londres.

## Taxonomia
- Subgènere Coelomys
  - Mus crociduroides
  - Mus mayori
  - Mus pahari
  - Mus vulcani
- Subgènere Mus
  - Mus booduga
  - Mus caroli
  - Mus cervicolor
  - Mus cookii
  - Mus cypriacus
  - Mus famulus
  - Mus fragilicauda
  - Mus macedonicus
  - Mus musculus
  - Mus nitidulus
  - Mus spicilegus
  - Mus spretus
  - Mus terricolor
- Subgènere Nannomys
  - Mus baoulei
  - Mus bufo
  - Mus callewaerti
  - Mus goundae
  - Mus haussa
  - Mus indutus
  - Mus mahomet
  - Mus mattheyi
  - Mus minutoides
  - Mus musculoides
  - Mus neavei
  - Mus oubanguii
  - Mus setulosus
  - Mus setzeri
  - Mus sorella
  - Mus tenellus
  - Mus triton
- Subgènere Pyromys
  - Mus fernandoni
  - Mus phillipsi
  - Mus platythrix
  - Mus saxicola
  - Mus shortridgei

## Ratolins cèlebres
- Mickey Mouse
- Jerry, un dels protagonistes de Tom i Jerry
- Geronimo Stilton
- Super Ratolí
- Maus, còmic sobre l'holocaust d'Art Spiegelman
- Speedy González
- Stuart Little
- El «ratolí Pérez», que s'emporta les dents de llet quan cauen
- Pinky i Cervell